# غارث لي رو
غارث لي رو (4 سبتمبر 1955 - ) (بالإنجليزية: Garth Le Roux)‏ هو لاعب كريكت جنوب أفريقي.

## وصلات خارجية
- غارث لي رو على موقع إي آس بي آن كريك إنفو (الإنجليزية)